# Félix Trinidad
Félix "Tito" Trinidad (ur. 10 stycznia 1973 w Cupey Alto, Portoryko) – portorykański bokser.
Jako amator rywalizował w pięciu kategoriach wagowych. Mając siedemnaście lat przeszedł na zawodowstwo. Zdobył swój pierwszy tytuł mistrzowski pokonując Amerykanina Maurice’a Blockera. 18 września 1999 w dwunastorundowym pojedynku pokonał na punkty Oscara de la Hoyę kończąc tym samym mit niepokonanego "Złotego Chłopca". "Tito" zrezygnował ze zdobytych pasów zmieniając kategorię wagową na średnią. Tam pokonał Davida Reida. 2 grudnia 2000 zwyciężył Fernando Vargasa i zdobył tytuł mistrza świata WBA w wadze średniej. Pierwszą porażkę poniósł przez nokaut 29 września 2001 w starciu z królem wagi średniej Bernardem Hopkinsem. Po tej walce Trinidad ogłosił koniec kariery bokserskiej. Trwała ona jednak do 2 października 2004, kiedy to "Tito" postanowił zmierzyć się z Ricardo Mayorgą. Pojedynek ten wygrał. 14 maja 2005 zmierzył się ze znakomitym Winkym Wrightem, w walce z którym jednogłośnym werdyktem poniósł drugą w karierze porażkę. Znów ogłosił emeryturę i znów nie wytrwał w swoim postanowieniu. 19 stycznia 2008 w Madison Square Garden boksował z Royem Jonesem Jr. W dwóch pierwszych rundach dominował jednak w dalszym etapie walki rywal zyskał przewagę i konsekwentnie punktował Felixa, który dwa razy leżał na deskach. Między innymi przez to jednogłośnym werdyktem odniósł trzecią przegraną na ringu zawodowym. Była to jego ostatnia walka. 2 marca 2011 kończąc wszelkie spekulacje odnośnie do jego ponownego powrotu ogłosił oficjalnie zakończenie kariery.